# Östra Valsjön
Östra Valsjön är en sjö i Borås kommun i Västergötland och ingår i Rolfsåns huvudavrinningsområde. Sjön är 11,2 meter djup, har en yta på 0,199 kvadratkilometer och befinner sig 170,5 meter över havet. Sjön avvattnas av vattendraget Rolfsån (Nolån).

## Delavrinningsområde
Östra Valsjön ingår i det delavrinningsområde (641217-131228) som SMHI kallar för Inloppet i Töllsjön. Medelhöjden är 197 meter över havet och ytan är 53,88 kvadratkilometer. Det finns inga avrinningsområden uppströms utan avrinningsområdet är högsta punkten. Avrinningsområdets utflöde Rolfsån (Nolån) mynnar i havet. Avrinningsområdet består mestadels av skog (76 %). Avrinningsområdet har 0,51 kvadratkilometer vattenytor vilket ger det en sjöprocent på 0,9 %. Bebyggelsen i området täcker en yta av 0,88 kvadratkilometer eller 2 % av avrinningsområdet.